# Шпанберг, Мартын Петрович
Марты́н Петро́вич Шпа́нберг (31 декабря 1696, Дания — 26 сентября 1761, Кронштадт) — российский мореплаватель. По происхождению датчанин.
В 1725—1730 и 1733—1741 годах — участник первой и второй Камчатских экспедиций соответственно. В 1738—1739 годах совершил плавание к берегам Японии и Курильских островов.

## Биография
Родился в датской деревне Ерне недалеко от города Эсбьерга. Принят на русскую службу в 1720 году в чине лейтенанта. В мае 1724 года Шпанберг был назначен командиром пакетбота «Святой Яков», предназначавшиегося для перевозки грузов, пассажиров и почты между Кронштадтом и Любеком. С 1725 года принимал деятельное участие в двух Камчатских экспедициях под начальством Витуса Беринга. По списку морских чинов известно, что в 1727 году Мартын Шпанберг произведен в капитан-лейтенанты, в 1730 году — в капитаны 3-го ранга а в 1733 году написан в капитаны полковничьего рангу.

### Первая Камчатская экспедиция
Во время первой экспедиции исследователи достигли 65°30’ северной широты. Шпанбергу при этом пришлось дополнительно заниматься постройкой судов на Лене для перевозки груза и расследованием водного пути от Большерецкого острога до Нижнекамчатска. При возвращении из первой экспедиции Витус Беринг представил императрице Анне Иоанновне записку, в которой предлагал исследовать пути к Америке и Японии, для торговли с этими странами, и северный берег России между Обью и Леной.

### Вторая Камчатская экспедиция

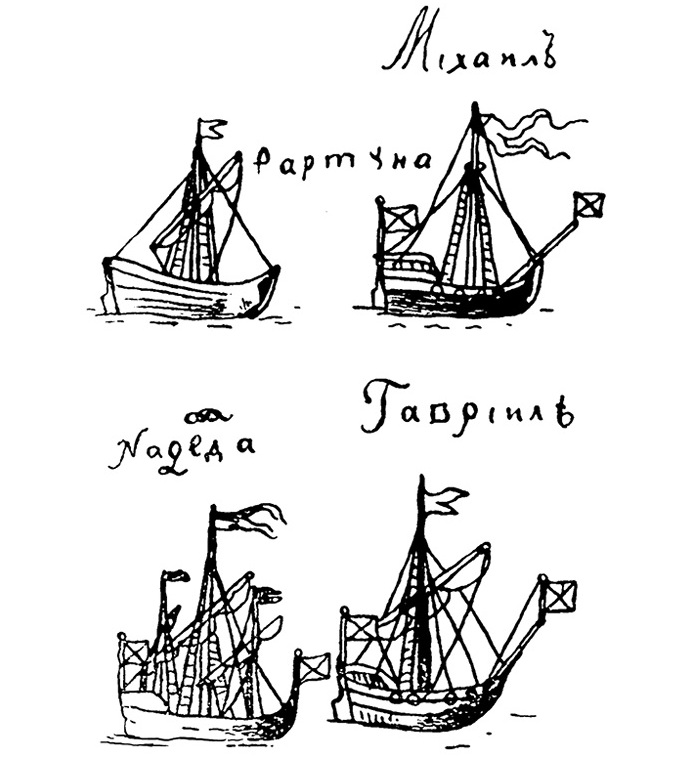
Суда построенные на охотских верфях Второй Камчатской экспедиции. Рисунок М. П. Шпанберга

Адмиралтейств-коллегия снарядила новую экспедицию, и Шпанберг был поставлен во главе самостоятельного отряда, посланного для осмотра берегов Японии и описи Курильских островов и реки Амур. В 1737 году присутствовал при строительстве в Охотске бригантины «Архангел Михаил» и дубель-шлюпки «Надежда», которые строили корабельный мастер ластовых судов М. Ругачёв и мастер шлюпочного и ботового дела А. И. Кузьмин. Летом 1738 года отряд построенных кораблей — «Архангел Михаил» под командой Шпанберга и «Надежда» под командой лейтенанта Вальтона — ходил вдоль западных берегов Курильской гряды. Шпанберг насчитал 31 неизвестный ещё остров, дал им названия и нанёс на карту.
В частности, он открыл и нанёс на карту острова Итуруп (назвал его Цитронный), Шикотан (под именем Фигурный) и Зелёный. В следующем году он повторил путешествие, придерживаясь на этот раз восточной стороны островов. Дойдя до 39° с. ш., Шпанберг увидел берег Японии, и, следуя далее к югу, 22 мая бросил якорь. Здесь он вступил в общение с местным населением и обменивался с ними товарами. Далее экспедиция направились на северо-восток. Дорогой Шпанберг видел много островов, но ввиду того, что люди его были больны, не приставал к берегу и 14 июля вернулся в Большерецк.
Прибыв в Охотск и застав там Беринга, Шпанберг изложил ему свой дальнейший план экспедиции: отправиться с большим отрядом к вновь открытым островам и привести их жителей в русское подданство. Беринг предложил капитану лично поехать в Петербург для представления своего проекта. Шпанберг поехал, но, в силу запрета адмиралтейств-коллегии, вынужден был остановиться в Якутске, так как над ним началось следствие в виду подозрения, что он вовсе не был в Японии, а плавал вдоль берегов Кореи. Расследование показало, однако, что путешествие не было фикцией, и что лишь сведения, собранные им, были не достаточно точны, поэтому 15 апреля 1740 года Шпанберг получил приказание возобновить экспедицию.
Летом следующего года он отправился своё третье путешествие к Курильским островам, отрядив предварительно дубель-шлюпку «Надежда» под командой мичмана Шельтинга с геодезистом Гвоздевым для описи западных берегов Охотского моря до устья Амура. Довести дело до конца на этот раз Шпанбергу не удалось. Он намеревался уже возобновить плавание, когда 23 сентября 1743 года по Высочайшему указу экспедицию велено было приостановить.

### Возвращение в Санкт-Петербург, суд и последние годы жизни
В 1745 году Шпанберг самовольно возвратился из Сибири, за что был предан суду и приговорен к смертной казни, однако, в 1747 году, вместо исполнения приговора, высочайше повелено понизить чином и написать в поручики по флоту на 3 месяца.
Командовал парусным линейным кораблём «Варахаил», спущенным на воду 26 (15 по старому стилю) мая 1749 года и затонувшим 18 (7) июня того же года в устье Северной Двины при переводе от Соломбальской верфи в Санкт-Петербург. По обвинению в гибели корабля и 28 членов экипажа М. П. Шпанбергу грозило отправление на пожизненные галерные работы, но высочайшим указом от 26 (15) декабря 1752 года он был оправдан.
В 1753 году произведен в капитаны 1 ранга. Умер в 1761 году в Кронштадте.

## Память
Именем Шпанберга были названы: первоначально остров Шикотан, самая высокая вершина Южно-Камышового хребта на Сахалине — пик Спамберг, один из мысов в Анадырском заливе, мыс на острове Хоккайдо, пролив между островом Полонского и островом Шикотан и острова в Карском море в архипелаге Александра.